# Aeroporto di Danzica-Lech Wałęsa
L'Aeroporto di Danzica Lech Wałęsa (in polacco Port Lotniczy Gdańsk im. Lecha Wałęsy) (IATA: GDN, ICAO: EPGD) è un aeroporto internazionale polacco situato a 12 km a nord-ovest della città di Danzica, in Polonia, non lontano dai centri urbani dell'area metropolitana della Tripla Città: Danzica (12 km), Sopot (10 km) e Gdynia (23 km). Dal 2004 l'aeroporto è intitolato a Lech Wałęsa, ex presidente polacco. Con oltre sei milioni di passeggeri serviti nel 2024, è il terzo aeroporto della Polonia in termini di traffico passeggeri.

## Trasporto via terra

### Treno
La Pomorska Kolej Metropolitalna (PKM, ovvero “Ferrovia Metropolitana della Pomerania”) collega l'aeroporto Lech Wałęsa di Danzica con Wrzeszcz, con la stazione ferroviaria di Gdynia Główna e il centro cittadino di Danzica. È collegato al servizio ferroviario urbano veloce della città.

### Bus
L'aeroporto è collegato con il centro di Danzica tramite autobus, con la Stazione ferroviaria di Danzica-Wrzeszcz, stazione ferroviaria di Danzica-Łostowice e con Sopot-Kamienny Potok.

## Statistiche

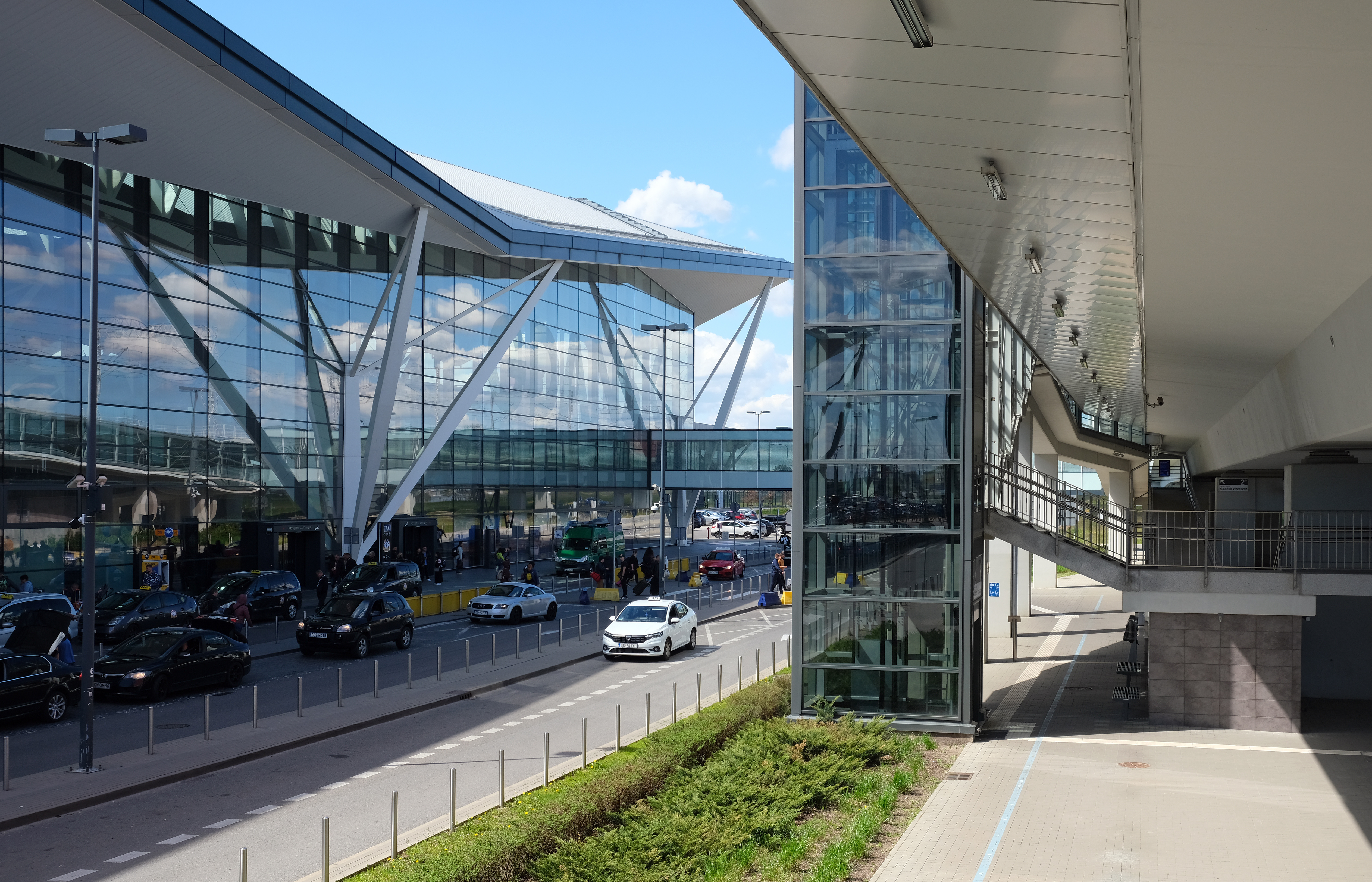
L'aeroporto visto dall'esterno nel 2023

### Dati sul traffico aereo
| Anno | Passeggeri | Variazione passeggeri (%) | Cargo (in tonnellate) | Operazioni aeree |
| ---- | ---------- | ------------------------- | --------------------- | ---------------- |
| 1999 | 249.913    |                           | 1.472                 | 10.512           |
| 2000 | 269.960    | 8,0                       | 1.552                 | 11.586           |
| 2001 | 319.174    | 18,2                      | 1.953                 | 14.052           |
| 2002 | 318.033    | 0,4                       | 2.211                 | 13.450           |
| 2003 | 365.036    | 14,8                      | 2.686                 | 14.346           |
| 2004 | 463.840    | 27,1                      | 2.742                 | 17.500           |
| 2005 | 677.946    | 46,2                      | 3.433                 | 19.000           |
| 2006 | 1.249.780  | 84,3                      | 4.037                 | 24.200           |
| 2007 | 1.708.739  | 36,7                      | 4.757                 | 28.200           |
| 2008 | 1.954.166  | 14,4                      | 4.610                 | 31.000           |
| 2009 | 1.890.925  | 3,2                       | 4.067                 | 30.000           |
| 2010 | 2.232.590  | 18,1                      | 4.487                 | 32.000           |
| 2011 | 2.483.000  | 11,2                      | 4.943                 | 34.360           |
| 2012 | 2.906.000  | 17,0                      | 4.851                 | 37.022           |
| 2013 | 2.843.737  | 2,1                       | 4.918                 | 42.041           |
| 2014 | 3.288.180  | 15,6                      | 5.658                 | 39.974           |
| 2015 | 3.706.108  | 12,7                      | 5.162                 | 40.261           |
| 2016 | 4.004.081  | 8,0                       | 4.863                 | 41.079           |
| 2017 | 4.611.714  | 15,0                      | 5.500                 | 43.422           |
| 2018 | 4.980.647  | 8,0                       | 6.213                 | 46.482           |
| 2019 | 5.376.120  | 7,9                       | 6.887                 | 48.882           |
| 2020 | 1.711.281  | 68,2                      | 7.028                 | 25.558           |
| 2021 | 2.154.563  | 25,9                      | 9.171                 | 29.298           |
| 2022 | 4.576.705  | 112,9                     | 10.189                | 43.987           |
| 2023 | 5.907.280  | 22,5                      | 11.483                | 49.502           |
| 2024 | 6.714.149  | 13,7                      | 11.681                | 56.839           |